# Cylindrocolea rhizantha
Cylindrocolea rhizantha là một loài rêu tản trong họ Cephaloziellaceae. Loài này được (Mont.) R.M. Schust. miêu tả khoa học lần đầu tiên năm 1971.